# رفت ظهر المحيط
رفت الظهرة المحيطية هو أصلا رفت قاري نشأ في القارة عند تمزق قشرتها بفعل الزلازل والبراكين الذي تسبب في حدوث الدفع والتباعد الذي يؤدي إلى انهيارات وصعود الماغما للبراكين وتدفق حمم بازلتية جانبي الرفت مشكلة ارضية بازلتية متحولا إلى خندق كبير تتجمع فيه المياه مثل (البحيرات الكبيرة) شرق أفريقيا ثم تغمره مياه البحر المجاورة أو المحيط.